# Pilea bisepala
Pilea bisepala är en nässelväxtart som beskrevs av St. John. Pilea bisepala ingår i släktet pileor, och familjen nässelväxter. Inga underarter finns listade i Catalogue of Life.